# Chorion

1 - vruchtzak of amnionholte, 2 - dooierzak, 3 - chorionholte

De vroege vorming van allantoïs en differentiatie van de hechtsteel. 1 vruchtzak of amnionholte, 2 hechtsteel, 3 allantoïs, 4 dooierzak, 5 chorion

Het chorion komt voor bij een zwangerschap en bestaat uit twee lagen en zit rond het embryo bij de reptielen, vogels en zoogdieren. De buitenste laag wordt gevormd door de trofoblast, en de binnenste door het somatische mesoderm; het amnion of vruchtvlies maakt contact met de binnenste laag.
De chorionholte of exocoelomische holte wordt uiteindelijk geheel gevuld door de vruchtzak (amnionholte) en vergroeien bij de mens tijdens het tweede trimester het chorion en amnion, terwijl de dooierzak rudimentair aanwezig blijft. Bij muizen smelt het chorion daarentegen nooit samen met het amnionmembraan na de fysieke scheiding van de amniochorionplooi kort na gastrulatie op embryonale dag (E)7.0. Het chorion wordt opgenomen in de chorionschijf van de placenta, terwijl de amnion wordt omgeven door de dooierzak, behalve in het deel van de chorionschijf. Belangrijk is dat het amnion enerzijds en de dooierzak en de chorionschijf anderzijds op afstand blijven van de met vloeistof gevulde exocoelomische holte.
De trofoblast bestaat uit een binnenste laag van kubische of prismatische cellen, de cytotrofoblast of laag van Langhans, en een buitenste laag bestaande uit een veelkernig protoplasma zonder celwanden, de syncytiotrofoblast.
De chorionvilli groeien uit het chorion en dringen het endometrium of baarmoederslijmvlies binnen, waardoor voedingsstoffen uit het bloed van de moeder overgedragen worden naar het bloed van het embryo en later naar de foetus. De chorionvilli bestaan in het begin alleen uit de trofoblast, zijn dan nog klein en hebben geen bloedvaten. Bij het groter worden gaan ze zich vertakken en groeit het mesoderm met de navelstrengaders in de chorionvilli.
Het bloed stroomt naar de villi door de twee navelstrengslagaders, die zich vertakken in chorionslagaders en de chorionvilli ingaan als cotyledonslagaders. Na circulering door de capillairen van de villi, stroomt het bloed terug naar de vrucht door de navelstrengader. Tot ongeveer het einde van de tweede maand van de zwangerschap bedekken de villi het gehele chorion en hebben ze bijna dezelfde vorm. Daarna ontwikkelen ze zich ongelijk.
De navelstreng bevat drie vaten; twee navelstrengslagaders (arteriae umbilicales) voor de toevoer van zuurstofarm bloed vanaf het hart van de baby naar de placenta, en een navelstrengader (vena umbilicalis) die zuurstof en voedingsstoffen naar de foetus brengt. Deze navelstrengvaten zijn omgeven door de gelei van Wharton.
Het deel van het chorion dat in contact komt met de decidua capsularis atrofieert, waardoor in de vierde maand van de zwangerschap daar bijna niets meer over is van de villi. Dit deel van het chorion wordt glad en wordt het chorion laeve (van het Latijnse woord levis, dat glad betekent) genoemd. Het neemt geen deel aan de vorming van de placenta en wordt wel het niet-placentale deel van het chorion genoemd. Als het chorion groeit komt het gladde gedeelte in aanraking met de decidua parietalis en fuseert het met deze lagen.
De villi bij de embryopool die in contact staan met de decidua basalis worden sterk vergroot en meer complex. Dit deel wordt het chorion frondosum genoemd.
De placenta wordt gevormd door het chorion frondosum en de decidua basalis.

## Verschillen tussen de mens en de muis
Bij de mens omringen zowel amnion als chorion het embryo en beide vliezen versmelten tijdens het tweede trimester van de zwangerschap, terwijl de dooierzak rudimentair blijft. Bij muizen zal het chorion daarentegen nooit samensmelten met het amnionmembraan na de fysieke scheiding van de amniochorionplooi kort na gastrulatie op embryonale dag (E)7.0. Het chorion wordt opgenomen in de chorionschijf van de placenta, terwijl de amnion wordt omgeven door de dooierzak, behalve in het deel van de chorionschijf. Belangrijk is dat het amnion enerzijds en de dooierzak en de chorionschijf anderzijds gescheiden blijven door de met vloeistof gevulde chorionholte (exocoelomische holte)(zie figuren 1(a)–1(c) van het muisembryo). Bij het muisembryo bestaat het amnion tijdens de zwangerschap uit een eenvoudig dubbellaags membraan van plaveiselmesoderm en ectoderm, dat respectievelijk naar de chorion- en amnionholte is gericht.

## Monochoriontweelingen
Monochoriontweelingen zijn eeneiige tweelingen die dezelfde placenta met elkaar delen. Dit komt in 0,3% van alle zwangerschappen voor en in 75% van de eeneiige tweelingen als de splitsing na de derde dag van de bevruchting optreedt.

## Afbeeldingen

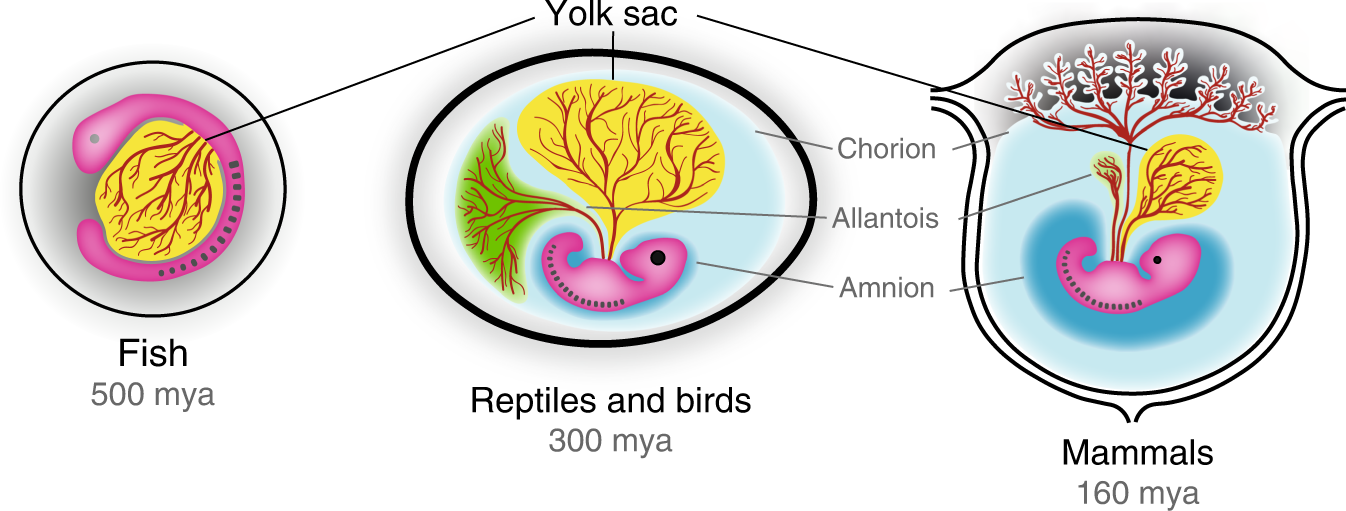
Chorion ontstaan tijdens de evolutie
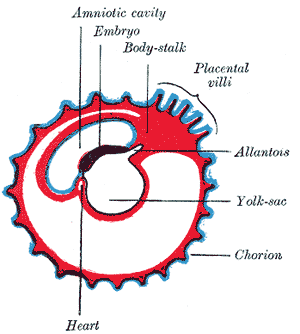
Vorming van de secundaire uitstulpingen (villi)
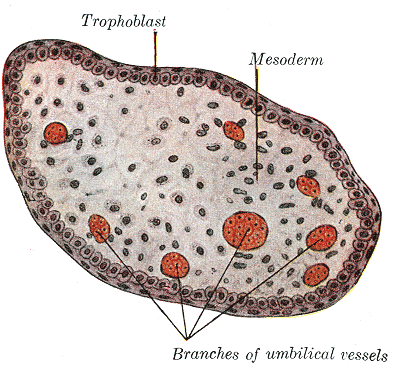
Dwarsdoorsnede van een zich vormende tertiaire uitstulping (villus)
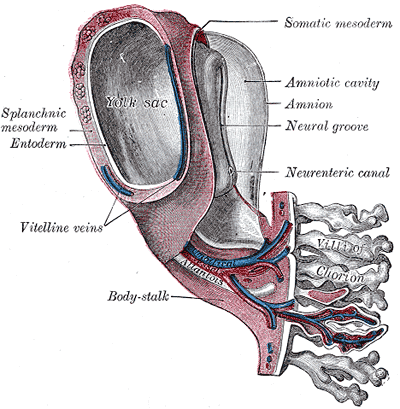
Villi van het chorion
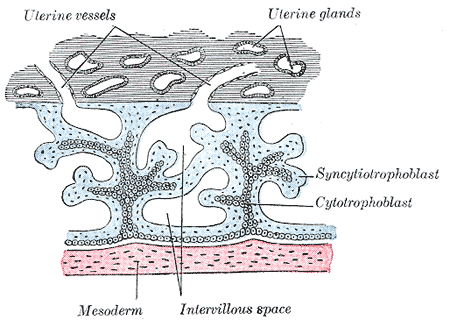
Primaire chorionvilli. Schematisch.
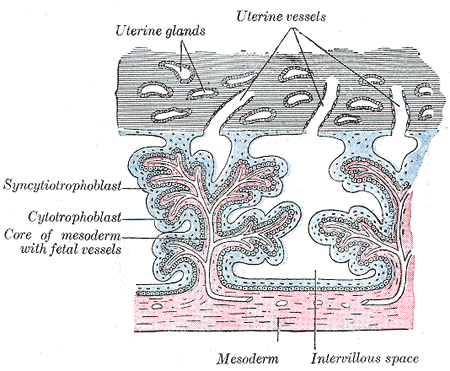
Secondaire chorionvilli. Schematisch.
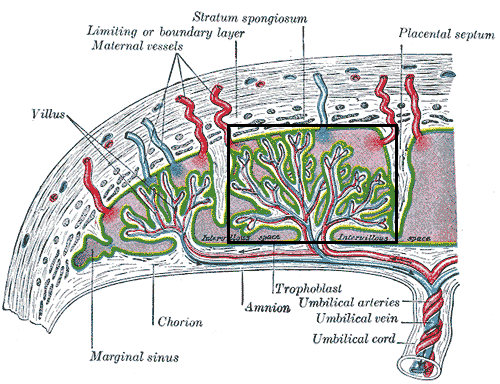
Omkaderd het placentacotyledon
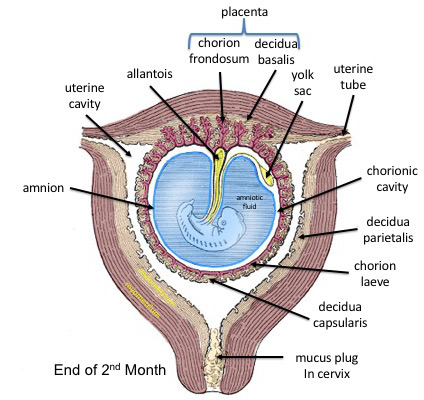
Derde en vierde maand van de zwangerschap
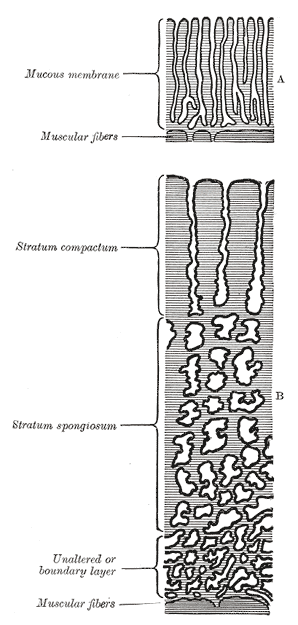
Gedeelten van het baarmoederslijmvlies: A. Baarmoeder bij een niet zwangere. B. Decidua parietalis; het slijmvlies van de baarmoeder bij een zwangere (niet onderaan de placenta).
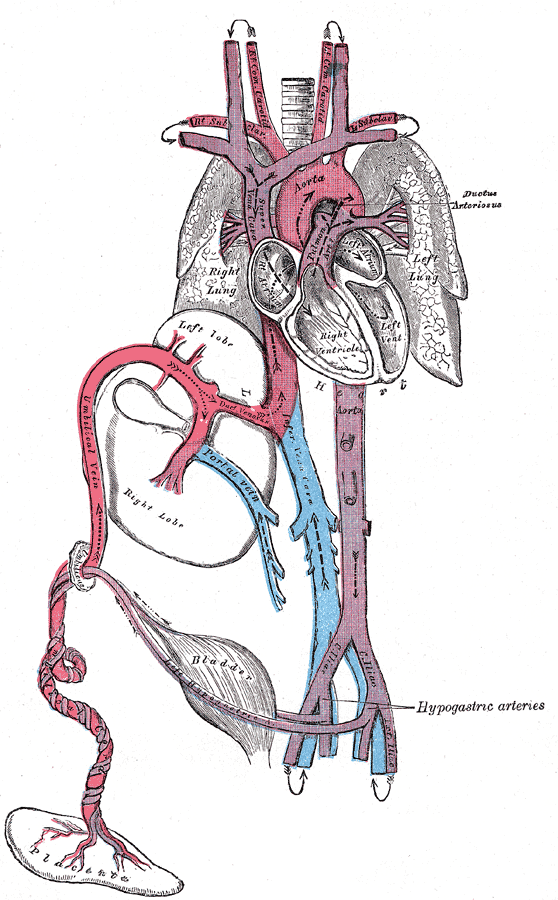
Bloedcirculatie naar en van de vrucht. De grote, roodgekleurde ader is de navelstrengader. De navelstrenslagaders zijn purper gekleurd en omwikkelen de navelstrengader.
Kippenei op de negende dag na de bevruchting
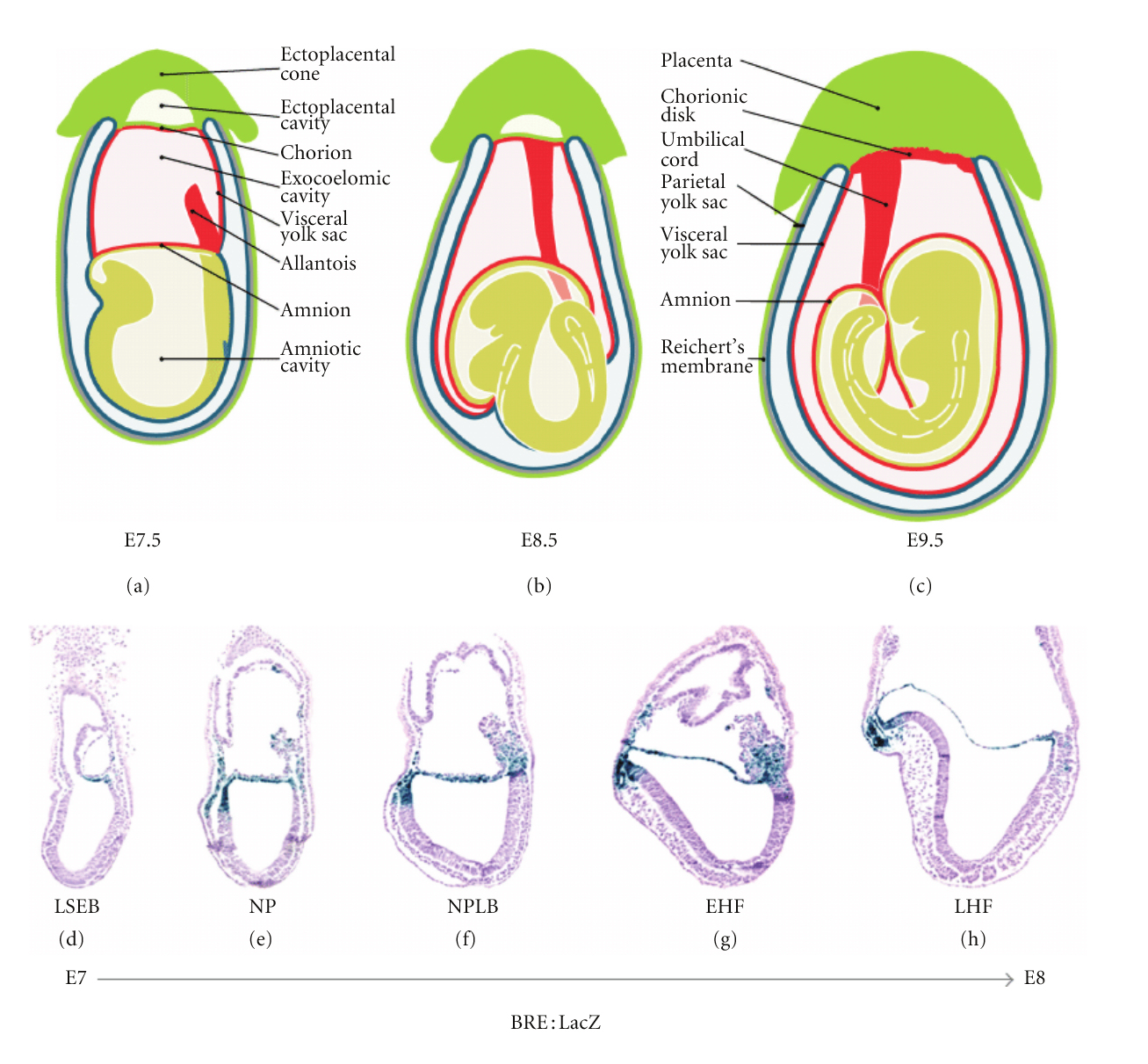
Muisembryo